# Boehmeria cylindrica
Boehmeria cylindrica es una especie de la familia de las urticáceas.

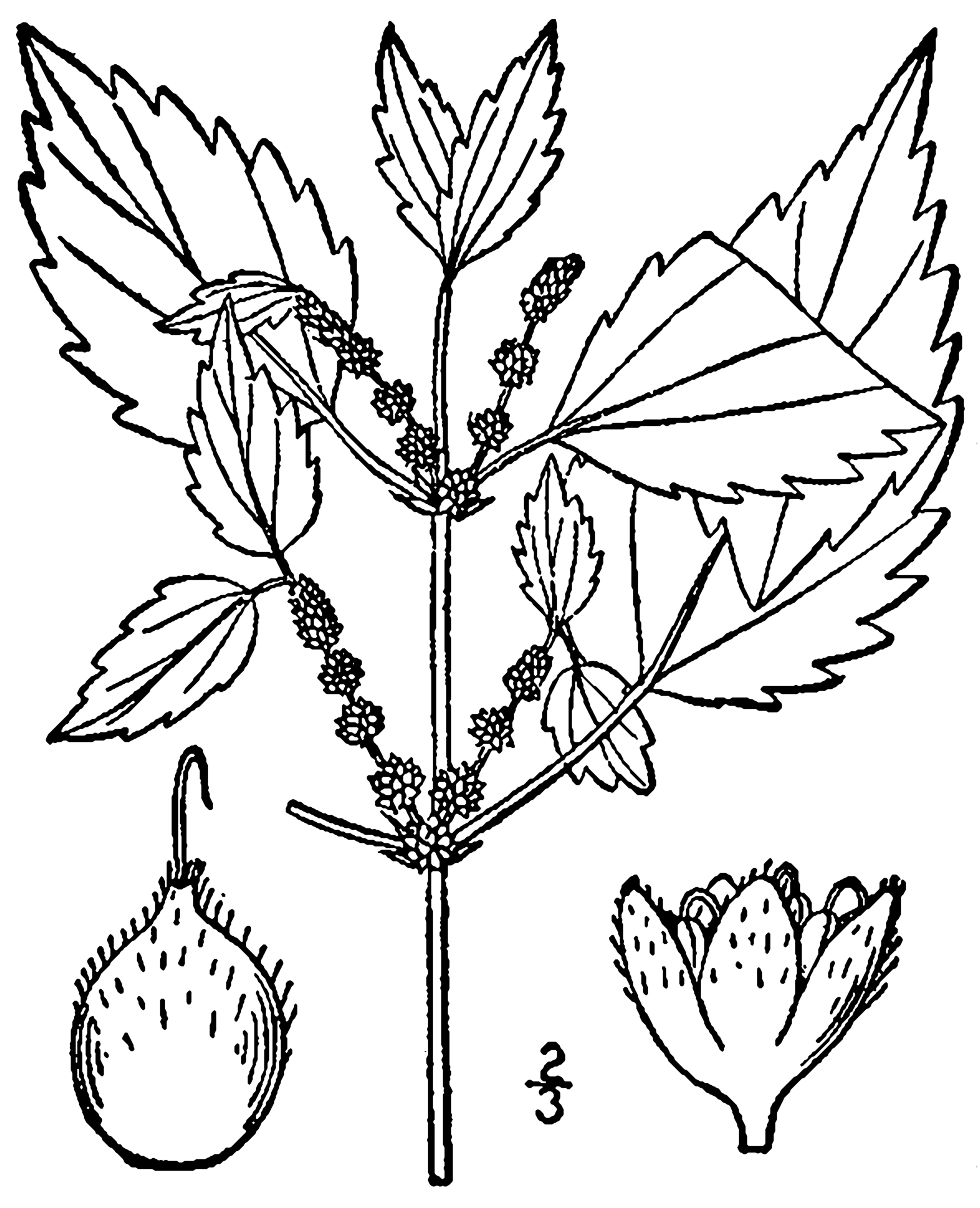
Ilustración

## Distribución y hábitat
Es una especie rara, que se encuentra en aguas poco profundas en los márgenes de los bosques, en las zonas pacífica y atlántica; a una altitud de 40–60 m; fl y fr feb, jul; desde Estados Unidos a Argentina y en las Antillas.

## Taxonomía
Boehmeria cylindrica fue descrita por (L.) Sw. y publicado en Nova Genera et Species Plantarum seu Prodromus 34. 1788.
Etimología
Boehmeria: nombre genérico otorgado en honor del botánico alemán Georg Rudolf Boehmer.
cylindrica: epíteto latino que significa "cilíndrica".
Sinonimia
| - Boehmeria atrovirens Gand. - Boehmeria austrina Small - Boehmeria dasypoda Miq. - Boehmeria decurrens Small - Boehmeria drummondiana Wedd. - Boehmeria elongata Blume - Boehmeria elongata Fisch. ex Hornem. - Boehmeria florida Miq. - Boehmeria lateriflora Muhl. ex Willd. - Boehmeria littoralis Sw. - Boehmeria longifolia Gand. - Boehmeria phyllostachya Miq. - Boehmeria phyllostachya f. glabrior Miq. | - Boehmeria scabra (Porter) Small - Duretia cylindrica Gaudich. - Duretia palustris Gaudich. - Gymnogyne elongata Didr. - Procris lateriflora Poir. - Procris littoralis (Sw.) Poir. - Ramium cylindricum Kuntze - Urtica capitata L. - Urtica cylindrica L. - Urtica distachya Spreng. - Urtica filiformis Walter - Urtica mariana Mill. - Urtica palustris Juss. ex Pers. |